# Csall

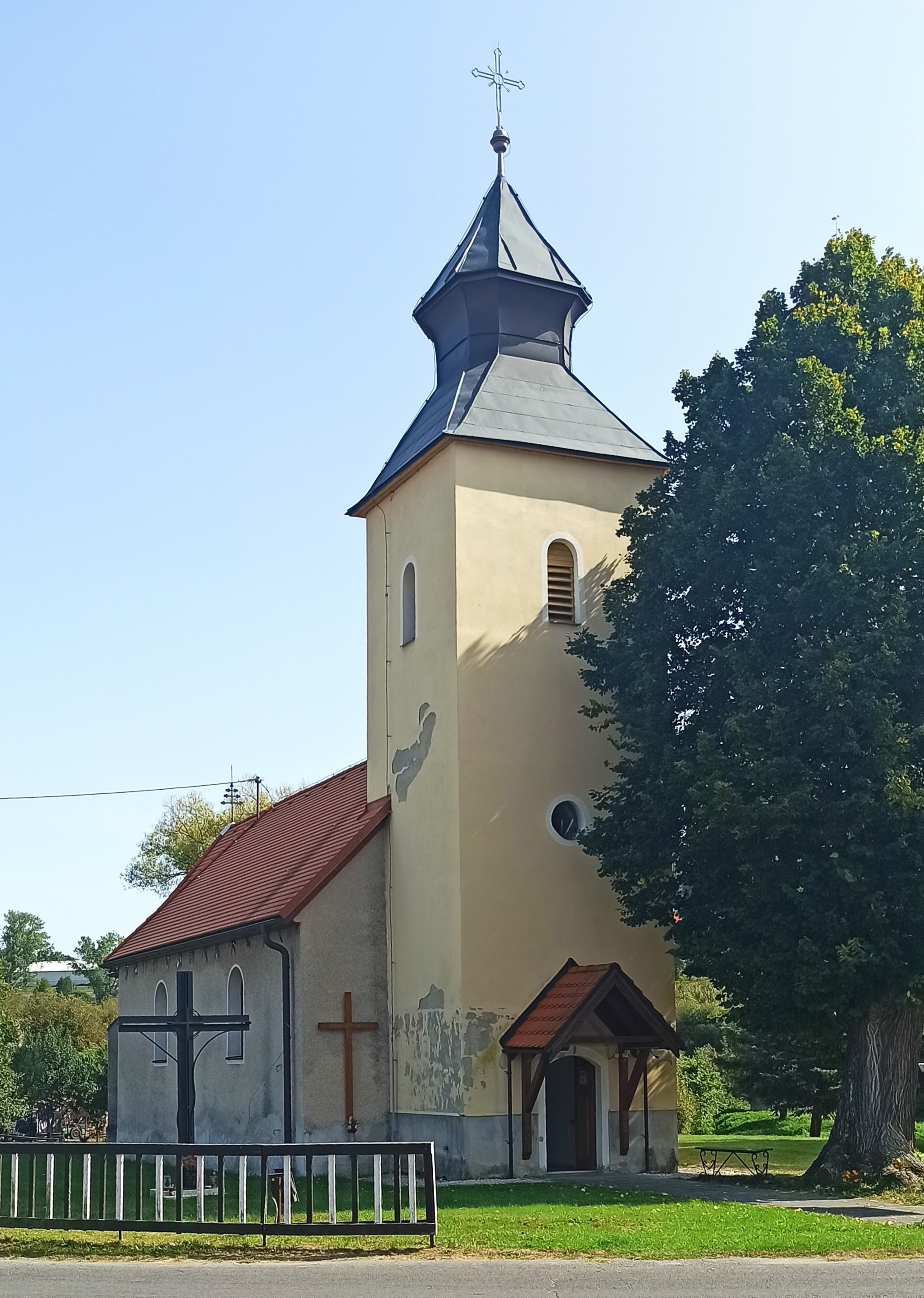
Ev. templom

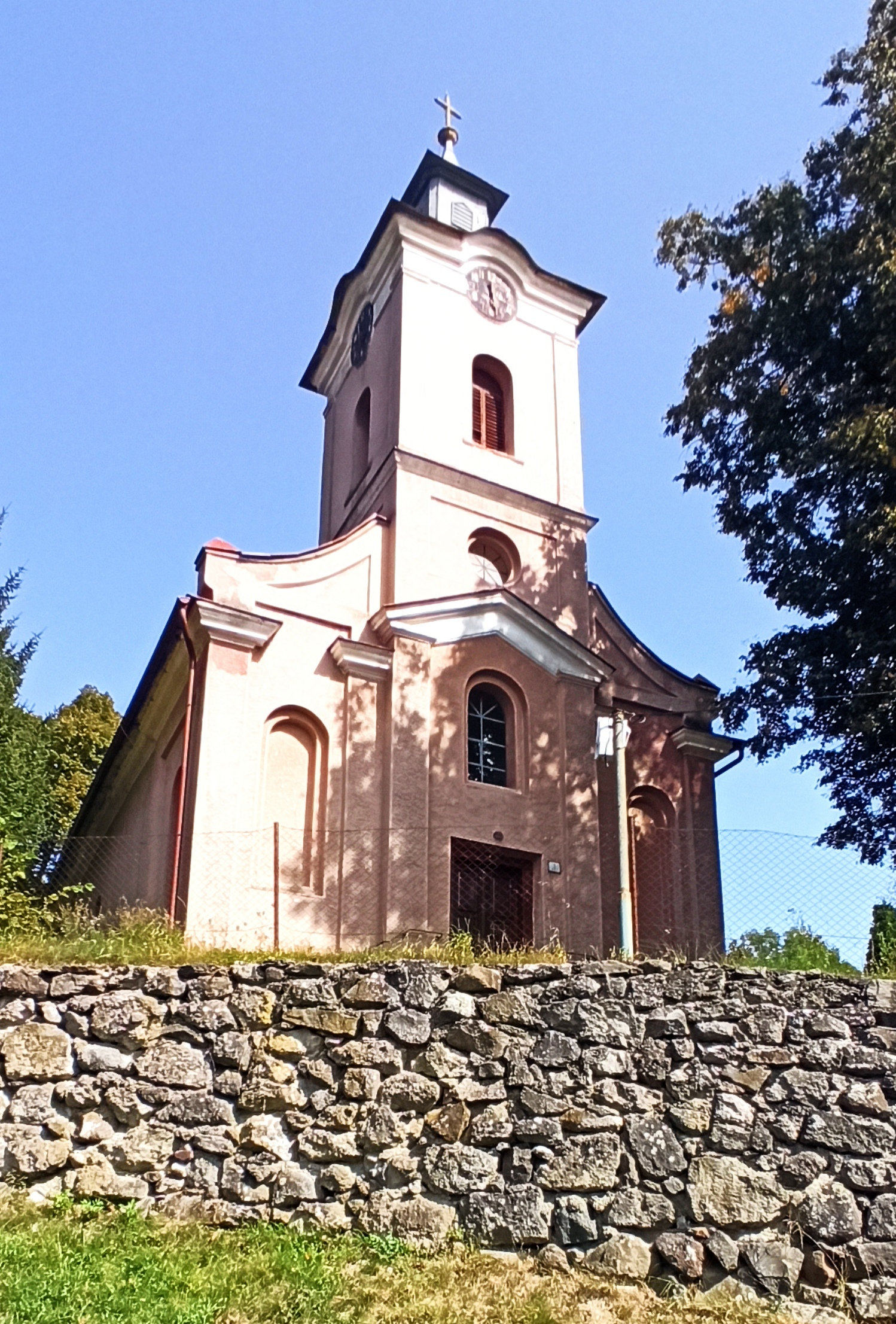
R.k. templom

Csall (szlovákul: Čelovce) község Szlovákiában, a Besztercebányai kerületben, a Nagykürtösi járásban.

## Fekvése
Nagykürtöstől 11 km-re délnyugatra, a Korponai-fennsík délkeleti részén fekszik.

## Története
1260-ban Chol néven említik először. A Hont-Pázmány nemzetség ősi birtoka, később a Koháry-Coburg családé. A falu közelében levő pincékbe menekült a lakosság a török támadások idején. Lakói főként favágással, erdei munkákkal és gyümölcstermesztéssel foglalkoztak. Különösen a csalli cseresznye volt messze földön ismert.
Vályi András szerint "CSAL. Csalovce. Tót falu Hont Vármegyében, földes Ura Gróf Koháry Uraság, lakosai katolikusok, és augusztána Valláson lévők, fekszik Hontól két, és egy 1/4. mértföldnyire, határjában legelője elég, fája mind a’ két féle, és szőlö hegye is; de mivel nem nevezetes bort terem, földgye pedig sovány, és a’ záporok járják, ambár a’ hegyek között lévő majorokból, és istállókból könnyebben trágyáztathatik, mindazáltal a’ második Osztályba tétetett."
Fényes Elek szerint "Csall, (Csellovcze), tót falu, Hont vmegyében, 10 kath. 816 evang. lak. Evang. anyatemplom. Határja hegyes; erdeje nagy. Fördőintézet. F. u. h. Coburg. Ut. p. B.-Gyarmat."
A trianoni békeszerződésig területe Hont vármegye Ipolynyéki járásához tartozott.

## Népessége
| Év:            | 1994. | 2004.    | 2014.   | 2024.   |
| -------------- | ----- | -------- | ------- | ------- |
| Emberek száma: | 367   | 442      | 447     | 418     |
| Eltérés:       |       | +20,43 % | +1,13 % | -6,48 % |

| Év:            | 2023. | 2024.   |
| -------------- | ----- | ------- |
| Emberek száma: | 424   | 418     |
| Eltérés:       |       | -1,41 % |

1910-ben 675, többségben szlovák anyanyelvű lakosa volt, jelentős magyar kisebbséggel.
2001-ben 437 lakosából 318 szlovák és 108 cigány volt.
2011-ben 438 lakosából 418 szlovák volt.
2021-ben 431 lakosából 415 (+4) szlovák, 4 ukrán, 3 (+168) cigány, 1 (+1) magyar (0,23%), 1 cseh és 7 ismeretlen nemzetiségű volt.

## Nevezetességei
- Római katolikus temploma 1673-ban épült, 1886-ban átépítették.
- Evangélikus temploma 1784-ben épült barokk-klasszicista stílusban.
- A faluban ma is számos népi építésű ház és gazdasági épület látható.